# Los cuatro hijos de Katie Elder
Los cuatro hijos de Katie Elder (título original: The Sons of Kate Elder) es una película estadounidense de 1965, del género western, dirigida por Henry Hathaway. Protagonizada por John Wayne, Dean Martin, Earl Holliman, Michael Anderson Jr., James Gregory y Martha Hyer en los papeles principales. El guion se basa en un cuento de Talbot Jennings.
Ganadora de varios premios Bronze Wrangler 1966, en la categoría cine.

## Argumento

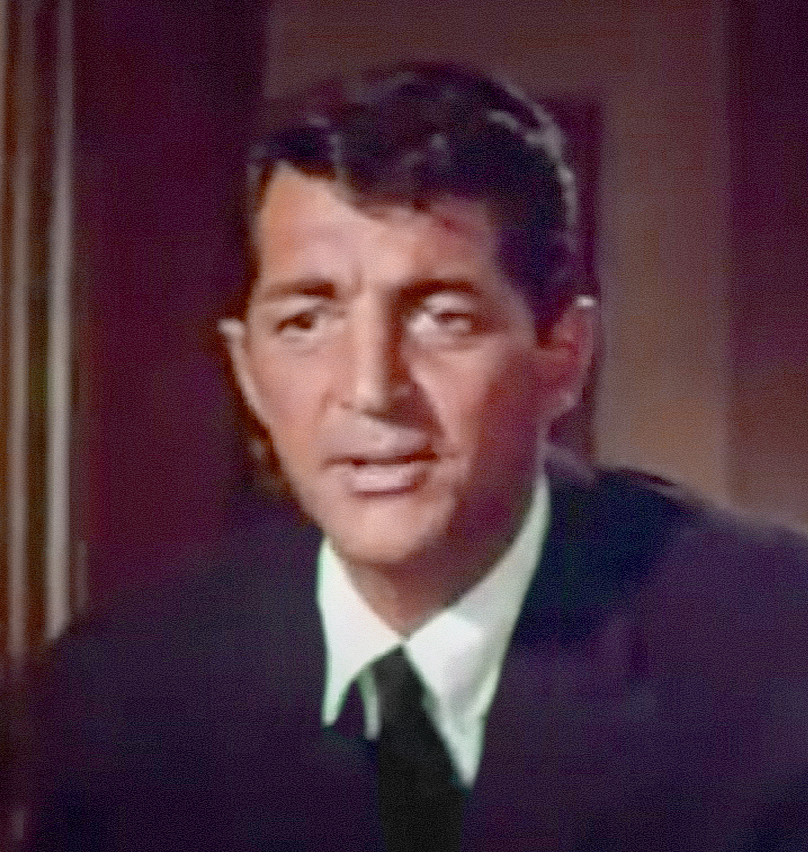
Dean Martin

El día en que es enterrada Katie Elder, sus cuatro hijos, John (John Wayne), Tom (Dean Martin), Matt (Earl Holliman) y Bud (Michael Anderson, Jr.)
regresan al pueblito de Clearwater en Texas. Después del funeral, reciben la visita de Mary Gordon (Martha Hyer), que les enrostra el hecho de haber abandonado a su madre. Los cuatro hermanos deciden unir fuerzas para recuperar y sacar adelante el rancho de su madre que está en manos del armero del pueblo, Morgan Hastings (James Gregory), después de haberlo éste ganado en una partida de póquer con Bass, el padre de los Elder, que había sido asesinado poco después.

## Reparto
- John Wayne como John Elder.
- Dean Martin como Tom Elder.
- Martha Hyer como Mary Gordon.
- Michael Anderson, Jr. como Bud Elder.
- Earl Holliman como Matt Elder.
- Jeremy Slate como el alguacil Ben Latta.
- James Gregory como Morgan Hastings.
- Paul Fix como el sheriff Billy Wilson.
- George Kennedy como Curley.
- Dennis Hopper como Dave Hastings.
- Sheldon Allman como Harry Evers.
- John Litel como el pastor.
- John Doucette como Hyselman.
- James Westerfield como el Sr. Vennar
- Rhys Williams como Charlie Striker.
- John Qualen como Charlie Biller.
- Rodolfo Acosta como Bondie Adams.
- Strother Martin como Jeb Ross.
- Percy Helton como Sr. Peevey
- Karl Swenson como el doctor Isdell.

## Premios
En 1966 la película se hizo con gran parte de los Bronze Wrangler que  concede el National Cowboy and Western Heritage Museum: 
- Hal B. Wallis (productor)
- Henry Hathaway (director)
- Earl Holliman (actor)
- Martha Hyer (actriz)
- Dean Martin (actor)
- Jeremy Slate (actor)
- Michael Anderson Jr. (actor)